# Erlauf
Erlauf là một thị xã thuộc huyện Melk trong bang Niederösterreich.